# Geneslay
Geneslay és un municipi francès situat al departament de l'Orne i a la regió de Normandia. L'any 2007 tenia 268 habitants.

## Demografia

### Població
El 2007 la població de fet de Geneslay era de 268 persones. Hi havia 113 famílies de les quals 29 eren unipersonals (21 homes vivint sols i 8 dones vivint soles), 42 parelles sense fills i 42 parelles amb fills.
La població ha evolucionat segons el següent gràfic:
Habitants censats

### Habitatges
El 2007 hi havia 152 habitatges, 110 eren l'habitatge principal de la família, 30 eren segones residències i 12 estaven desocupats. 143 eren cases i 6 eren apartaments. Dels 110 habitatges principals, 94 estaven ocupats pels seus propietaris, 14 estaven llogats i ocupats pels llogaters i 2 estaven cedits a títol gratuït; 4 tenien una cambra, 10 en tenien dues, 23 en tenien tres, 24 en tenien quatre i 48 en tenien cinc o més. 70 habitatges disposaven pel capbaix d'una plaça de pàrquing. A 54 habitatges hi havia un automòbil i a 46 n'hi havia dos o més.

### Piràmide de població
La piràmide de població per edats i sexe el 2009 era:
| Homes | Edats   | Dones |
| ----- | ------- | ----- |
| 0     | 95 o +  | 0     |
| 0     | 90 a 94 | 0     |
| 0     | 85 a 89 | 4     |
| 0     | 80 a 84 | 0     |
| 8     | 75 a 79 | 0     |
| 4     | 70 a 74 | 20    |
| 12    | 65 a 69 | 12    |
| 12    | 60 a 64 | 4     |
| 0     | 55 a 59 | 4     |
| 8     | 50 a 54 | 4     |
| 12    | 45 a 49 | 8     |
| 8     | 40 a 44 | 0     |
| 0     | 35 a 39 | 8     |
| 20    | 30 a 34 | 4     |
| 4     | 25 a 29 | 8     |
| 4     | 20 a 24 | 0     |
| 16    | 15 a 19 | 4     |
| 4     | 10 a 14 | 0     |
| 4     | 5 a 9   | 0     |
| 4     | 0 a 4   | 12    |

## Economia
El 2007 la població en edat de treballar era de 158 persones, 121 eren actives i 37 eren inactives. De les 121 persones actives 116 estaven ocupades (65 homes i 51 dones) i 5 estaven aturades (4 homes i 1 dona). De les 37 persones inactives 15 estaven jubilades, 16 estaven estudiant i 6 estaven classificades com a «altres inactius».

### Ingressos
El 2009 a Geneslay hi havia 120 unitats fiscals que integraven 277,5 persones, la mediana anual d'ingressos fiscals per persona era de 16.304 €.

### Activitats econòmiques
Dels 4 establiments que hi havia el 2007, 2 eren d'empreses de construcció, 1 d'una empresa d'hostatgeria i restauració i 1 d'una empresa classificada com a «altres activitats de serveis».
Dels 3 establiments de servei als particulars que hi havia el 2009, 1 era una lampisteria, 1 perruqueria i 1 restaurant.
L'any 2000 a Geneslay hi havia 27 explotacions agrícoles que ocupaven un total de 684 hectàrees.

## Poblacions més properes
El següent diagrama mostra les poblacions més properes.